# Nannippus
Genre
Nannippus est un genre fossile d'équidés primitifs, endémiques d'Amérique du Nord, ayant vécu au cours du Miocène et du Pliocène, il y a environ 13,3 à 3,3 millions d'années.
La distribution géographique de Nannippus s'étend du centre du Mexique (N. peninsulatus) jusqu'au Nord du Canada (N. lenticularis), en passant par la Californie, l'Ouest de la Caroline du Nord (N. lenticularis) et la Floride (N. peninsulatus) à l'Est.

## Systématique
Le genre Nannippus a été créé en 1926 par le paléontologue américain William Diller Matthew (1871-1930),.

## Liste d'espèces
Selon Paleobiology Database (12 juin 2022) :
- † Nannippus aztecus (Mooser, 1968)[4]. Floride, Texas, Oklahoma, Chihuahua. Éteint vers -11,2 à 5,7 Ma.
- † Nannippus beckensis (Dalquest & Donovan, 1973)[5]. Texas, Éteint vers - 3,4 Ma.
- † Nannippus lenticularis (Cope, 1893). Alberta, Caroline du Nord, Alabama, Nebraska, Kansas. Éteint vers - 13 Ma.
- † Nannippus morgani (Hulbert, 1993). Floride[6]. Éteint vers - 8,6 Ma.
- † Nannippus peninsulatus (Cope, 1893) Floride, Texas, Oklahoma, Nouveau-Mexique, Arizona, Mexique. Éteint vers 3,3 Ma.
- † Nannippus westoni (Simpson, 1930) Floride[7]. Éteint vers - 9,1 à - 8,7 Ma.

## Publication originale
- (en) W. D. Matthew, « The Evolution of the Horse: A Record and Its Interpretation », The Quarterly Review of Biology, Chicago, vol. 1, no 2,‎ avril 1926, p. 139-185 (ISSN 0033-5770, lire en ligne).